# Briar Creek
Briar Creek é um distrito localizado no estado norte-americano de Pensilvânia, no Condado de Columbia.

## Demografia
Segundo o censo norte-americano de 2000, a sua população era de 651 habitantes. 
Em 2006, foi estimada uma população de 646, um decréscimo de 5 (-0.8%).

## Geografia
De acordo com o United States Census Bureau tem uma área de 
4,1 km², dos quais 4,1 km² cobertos por terra e 0,0 km² cobertos por água.

## Localidades na vizinhança
O diagrama seguinte representa as localidades num raio de 8 km ao redor de Briar Creek. 